# Peter Pan Speedrock
I Peter Pan Speedrock sono stati un gruppo musicale olandese attivo dal 1997 al 2016.

## Membri
- Peter van Elderen - chitarra
- Bart Nederhand - batteria
- Bart Geevers - basso
- Bob Muileboom - basso (in formazione solo nel 1997)
- 'Dikke Dennis' (Fat Dennis) - voce (ospite)

## Discografia
- 1997 - Peter Pan
- 1998 - Rocketfuel
- 2000 - Killermachine
- 2001 - Premium Quality... Serve Loud!
- 2003 - Lucky Bastards
- 2005 - Spread Eagle
- 2007 - Pursuit Until Capture
- 2010 - We Want Blood!
- 2015 - Buckle Up & Shove It!